# Jiquilpan de Juárez

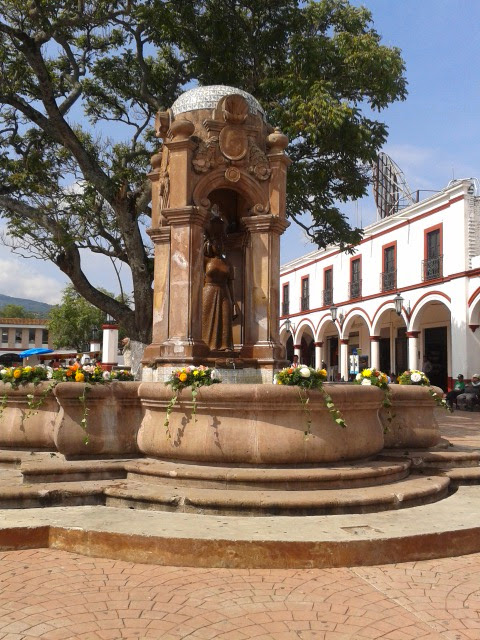
Foto da Pila de la Aguadora ou La Mona, localizada na praça principal de Jiquilpan de Juárez Michoacán de Ocampo.

Jiquilpan (também escrito Xiuquilpan, Xiquilpan, Xiquilpa, com base numa palavra náuatle para «lugar de plantas tintureiras») é um município no estado mexicano de Michoacán de Ocampo. Sua sede municipal é Jiquilpan de Juárez. Foi o local de nascimento de Anastasio Bustamante, que serviu como presidente da república do México por três vezes em meados do século XIX.